# Thermocyclops orientalis
Thermocyclops orientalis is een eenoogkreeftjessoort uit de familie van de Cyclopidae. De wetenschappelijke naam van de soort is voor het eerst geldig gepubliceerd in 1985 door Dussart & Fernando.